# Marca Leyenda
El Marca Leyenda és un guardó que atorga el diari Marca als millors professionals de la història de l'esport. Des de la seva creació el 1997 més de 50 persones relacionades amb el món de l'esport han rebut aquest reconeixement.

## Quadre d'honor
| Data       | Guanyador                   | Disciplina                   |
| ---------- | --------------------------- | ---------------------------- |
| 29-7-2019  | Cristiano Ronaldo           | Fútbol                       |
| 7-3-2019   | Javier Fernández López      | Patinatge artístic sobre gel |
| 14-12-2018 | Juan Carlos Navarro         | Bàsquet                      |
| 08-11-2018 | Bob Beamon                  | Atletisme                    |
| 04-04-2018 | Hugo Sánchez                | Futbol                       |
| 11-12-2017 | Marc Márquez                | Motociclisme                 |
| 14-12-2016 | Luis Suárez                 | Futbol                       |
| 13-09-2016 | Ruth Beitia                 | Atletisme                    |
| 01-05-2016 | Novak Djokovic              | Tennis                       |
| 02-12-2015 | Xavi Hernández              | Futbol                       |
| 27-11-2015 | José María Olazábal         | Golf                         |
| 07-10-2015 | Teresa Perales              | Natació                      |
| 05-05-2015 | David Cal                   | Piragüisme                   |
| 02-10-2014 | Kilian Jornet               | Esquí de muntanya            |
| 24-09-2014 | Javier Gómez Noya           | Triatló                      |
| 11-04-2014 | Jose Ángel Iribar           | Futbol                       |
| 11-02-2014 | Marcelino                   | Futbol                       |
| 29-09-2012 | Kelly Slater                | Surf                         |
| 27-09-2012 | Luis Arconada               | Futbol                       |
| 15-06-2012 | Quini                       | Futbol                       |
| 02-06-2012 | Fernando Torres             | Futbol                       |
| 14-03-2012 | Franz Beckenbauer           | Futbol                       |
| 10-11-2011 | Fernando Hierro             | Futbol                       |
| 08-08-2011 | Andrés Iniesta              | Futbol                       |
| 18-04-2011 | Fabio Capello               | Futbol                       |
| 01-04-2011 | Ronaldo                     | Futbol                       |
| 18-01-2011 | Ángel María Villar          | Futbol                       |
| 18-01-2011 | Vicente del Bosque          | Futbol                       |
| 16-12-2010 | David Stern                 | Bàsquet                      |
| 27-11-2010 | Fernando Alonso             | Automobilisme                |
| 02-11-2010 | Jorge Lorenzo               | Motociclisme                 |
| 02-06-2010 | Kareem Abdul-Jabbar         | Bàsquet                      |
| 28-05-2010 | Edurne Pasabán              | Alpinisme                    |
| 18-03-2010 | Muhammad Ali                | Boxa                         |
| 16-11-2009 | Paolo Maldini               | Futbol                       |
| 19-10-2009 | Kaká                        | Futbol                       |
| 27-09-2009 | Luca Cordero di Montezemolo | Automobilisme                |
| 31-08-2009 | Usain Bolt                  | Atletisme                    |
| 30-06-2009 | Federico Martín Bahamontes  | Ciclisme                     |
| 29-04-2009 | Lionel Messi                | Futbol                       |
| 03-03-2009 | Raúl González               | Futbol                       |
| 15-12-2008 | Rafael Nadal                | Tennis                       |
| 15-12-2008 | Juan Carlos I               | Altres                       |
| 24-10-2008 | Valentino Rossi             | Motociclisme                 |
| 20-08-2008 | Michael Phelps              | Natació                      |
| 01-07-2008 | Luis Aragonés               | Futbol                       |
| 30-01-2008 | Zinédine Zidane             | Futbol                       |
| 05-12-2007 | Paco Gento                  | Futbol                       |
| 18-10-2007 | Roger Federer               | Tennis                       |
| 25-09-2006 | Pau Gasol                   | Bàsquet                      |
| 07-07-2005 | John McEnroe                | Tennis                       |
| 06-03-2005 | Serguei Bubka               | Atletisme                    |
| 28-01-2005 | Haile Gebrselassie          | Atletisme                    |
| 25-11-2004 | Manolo Santana              | Tennis                       |
| 18-10-2004 | André Agassi                | Tennis                       |
| 04-03-2004 | Lance Armstrong*            | Ciclisme                     |
| 22-05-2002 | Martina Navrátilová         | Tennis                       |
| 02-04-2002 | Mark Spitz                  | Natació                      |
| 06-01-2002 | Magic Johnson               | Bàsquet                      |
| 04-06-2001 | Juanito Oiarzabal           | Alpinisme                    |
| 01-03-2001 | Michael Schumacher          | Automobilisme                |
| 26-07-2000 | Eddy Merckx                 | Ciclisme                     |
| 07-05-2000 | Niki Lauda                  | Automobilisme                |
| 26-12-1999 | Carl Lewis                  | Atletisme                    |
| 11-11-1999 | Ángel Nieto                 | Motociclisme                 |
| 05-10-1999 | Alfredo Di Stéfano          | Futbol                       |
| 01-10-1999 | Diego Armando Maradona      | Futbol                       |
| 21-09-1999 | Joan Antoni Samaranch       | Olimpisme                    |
| 21-06-1999 | Johan Cruyff                | Futbol                       |
| 11-01-1999 | Severiano Ballesteros       | Golf                         |
| 27-11-1998 | Pete Sampras                | Tennis                       |
| 20-07-1998 | Arantxa Sánchez Vicario     | Tennis                       |
| 17-06-1998 | Alberto Tomba               | Esquí alpí                   |
| 28-03-1998 | Carlos Sainz                | Ral·li                       |
| 23-03-1998 | Nadia Comaneci              | Gimnàstica artística         |
| 22-01-1998 | Manel Estiarte              | Waterpolo                    |
| 18-12-1997 | Garri Kaspàrov              | Escacs                       |
| 11-12-1997 | Miguel Indurain             | Ciclisme                     |
| 27-11-1997 | Mick Doohan                 | Motociclisme                 |
| 15-11-1997 | Pelé                        | Futbol                       |
| 16-10-1997 | Michael Jordan              | Bàsquet                      |

- Desposseït per dopatge